# Christine Träger
Christine Träger (* 10. Juni 1934 in Dresden) ist eine deutsche Literaturwissenschaftlerin.

## Leben
Von 1952 bis 1954 studierte sie Musikwissenschaft an der Musikhochschule „Felix Mendelssohn Bartholdy“ und von 1954 bis 1959 Germanistik, Anglistik/Amerikanistik und Pädagogik an der Karl-Marx-Universität. Nach der Promotion A 1972 zum Dr. phil. an der Sektion Kulturwissenschaften und Germanistik der KMU bei Claus Träger, Helmut Richter und Ursula Wertheim war sie von 1976 bis 1982 wissenschaftliche Oberassentin und Lehrbeauftragte für Deutsche Literatur am FB Dt. Literaturgeschichte und Literaturtheorie an der Sektion Germanistik und Literaturwissenschaft der KMU Leipzig. Nach der Promotion B 1981 zum Dr. sc. phil. bei Günter Mieth, Antonina V. Rusakova und Joachim Müller war sie von 1987 bis 1992 Professorin für Literaturtheorie und Vergleichende Literaturwissenschaft.
Sie übergab 2012 den Nachlass ihres Ehemanns Claus Träger ans DLA Marbach.

## Veröffentlichungen (Auswahl)
- Roman, Novelle und künstlerische Subjektivität bei Gottfried Keller. Erster Teil: Das Modell des Bildungsromans und die Geschichtlichkeit der künstlerischen Subjektivität. 1972, OCLC 721596654.
- Stoff, Form und geschichtliche Funktion, Goethe und die Novelle. 1981, OCLC 720739733.
- Novellistisches Erzählen bei Goethe. Berlin 1984, OCLC 252307742.